# Степені 10

Представлення степенів 10 від 1 до 1 трильйона

У математиці степінь числа 10 являє собою будь-який цілий степінь цього числа. Іншими словами: якщо степінь додатній, то це буде множення десяти на себе певну кількість разів. За визначенням, нульовий степінь десяти дорівнює одиниці. Ось кілька перших невід'ємних степенів десяти:
1, 10, 100, 1000, 10000, 100000, 1000000, 10000000, … (послідовність A011557 з Онлайн енциклопедії послідовностей цілих чисел, OEIS)
Якщо степінь — від'ємне число, то степенем десяти буде одиниця поділена на 10 відповідну кількість разів.

## Додатні степені
У десятковій системі числення n-ний степінь десяти записується як '1' з n-ною кількістю нулів. Він також може бути записаний у вигляді 10n або 1En. Існує два способи іменування додатних степенів десяти, так звані, довга та коротка системи найменувань чисел. Степені десяти мають різні назви у різних системах найменування чисел, назва згідно з довгою системою показана в дужках.
| Назва                   | Степінь | Число | Префікс | Позначення |
| ----------------------- | ------- | --- | ------- | ---------- |
| Один                    | 0       | 1 |         |            |
| Десять                  | 1       | 10 | дека-   | да         |
| Сто                     | 2       | 100 | гекто-  | г          |
| Тисяча                  | 3       | 1000 | кіло-   | к          |
| 10000 (міріада)         | 4       | 10000 |         |            |
| Мільйон                 | 6       | 1000,000 | мега-   | М          |
| Більйон (мільярд)       | 9       | 1000,000,000 | гіга-   | Г          |
| Трильйон (більйон)      | 12      | 1000,000,000,000 | тера-   | Т          |
| Квадрильйон (більярд)   | 15      | 1000,000,000,000,000 | пета-   | П          |
| Квінтильйон (трильйон)  | 18      | 1,000,000,000,000,000,000 | екса-   | Е          |
| Секстильйон (трильярд)  | 21      | 1,000,000,000,000,000,000,000 | зета-   | З          |
| Септильон (квадрильйон) | 24      | 1,000,000,000,000,000,000,000,000 | йота-   | Й          |
| Октильйон               | 27      | 1,000,000,000,000,000,000,000,000,000                                                                                                  | ксона-  |            |
| Нонільйон               | 30      | 1,000,000,000,000,000,000,000,000,000,000                                                                                              | векта-  |            |
| Децильйон               | 33      | 1,000,000,000,000,000,000,000,000,000,000,000                                                                                          | вінка-  |            |
| Ундецильйон             | 36      | 1,000,000,000,000,000,000,000,000,000,000,000,000                                                                                      | унтра-  |            |
| Додецильйон             | 39      | 1,000,000,000,000,000,000,000,000,000,000,000,000,000                                                                                  | сампа-  |            |
| Тредецильйон            | 42      | 1,000,000,000,000,000,000,000,000,000,000,000,000,000,000                                                                              | роса-   |            |
| Кватордецильйон         | 45      | 1,000,000,000,000,000,000,000,000,000,000,000,000,000,000,000                                                                          | квада-  |            |
| Квіндецильйон           | 48      | 1,000,000,000,000,000,000,000,000,000,000,000,000,000,000,000,000                                                                      | оба-    |            |
| Сексдецильйон           | 51      | 1,000,000,000,000,000,000,000,000,000,000,000,000,000,000,000,000,000                                                                  |         |            |
| Септемдецильйон         | 54      | 1,000,000,000,000,000,000,000,000,000,000,000,000,000,000,000,000,000,000                                                              |         |            |
| Октодецильйон           | 57      | 1,000,000,000,000,000,000,000,000,000,000,000,000,000,000,000,000,000,000,000                                                          |         |            |
| …                       | …       | … | …       | …          |
| Гугол                   | 100     | 10,000,000,000,000,000,000,000,000,000,000,000,000,000,000,000,000,000,000,000,000,000,000,000,000,000,000,000,000,000,000,000,000,000 |         |            |
| …                       | …       | … | …       | …          |

## Від'ємні степені
Послідовність степенів десяти може бути визначена і на множині від'ємних чисел :
| Назва             | Степінь | Число                                                             | Префікс | Позначення |
| ----------------- | ------- | ----------------------------------------------------------------- | ------- | ---------- |
| Десята            | −1      | 0.1                                                               | деци    | д          |
| Сота              | −2      | 0.01                                                              | санти   | с          |
| Тисячна           | −3      | 0.001                                                             | мілі    | м          |
| Мільйонна         | −6      | 0.000 001                                                         | мікро   | мк         |
| Більйонна         | −9      | 0.000 000 001                                                     | нано    | н          |
| Трильйонна        | −12     | 0.000 000 000 001                                                 | піко    | п          |
| Квадрильйонна     | −15     | 0.000 000 000 000 001                                             | фемто   | ф          |
| Квінтильйонна     | −18     | 0.000 000 000 000 000 001                                         | ато     | а          |
| Секстильйонна     | −21     | 0.000 000 000 000 000 000 001                                     | зепто   | з          |
| Септильйонна      | −24     | 0.000 000 000 000 000 000 000 001                                 | йокто   | й          |
| Октильйонна       | −27     | 0.000 000 000 000 000 000 000 000 001                             | ксоно   |            |
| Нонільйонна       | −30     | 0.000 000 000 000 000 000 000 000 000 001                         | векто   |            |
| Децильйонна       | −33     | 0.000 000 000 000 000 000 000 000 000 000 001                     | вінко   |            |
| Ундецильйонна     | −36     | 0.000 000 000 000 000 000 000 000 000 000 000 001                 | унтро   |            |
| Додецильйонна     | −39     | 0.000 000 000 000 000 000 000 000 000 000 000 000 001             | сампо   |            |
| Тредецильйонна    | −42     | 0.000 000 000 000 000 000 000 000 000 000 000 000 000 001         | росо    |            |
| Кватродецильйонна | −45     | 0.000 000 000 000 000 000 000 000 000 000 000 000 000 000 001     | квадо   |            |
| Квіндецильйонна   | −48     | 0.000 000 000 000 000 000 000 000 000 000 000 000 000 000 000 001 | обо     |            |
| ...               | ...     | ...                                                               | ...     | ...        |

## Гугол
Гугол дорівнює 10100. Термін був введений в 1938 році 9-річним Мілтоном Сіроттою, племінником американського математика Едварда Казнера. Використовувався для порівняння та ілюстрації дійсно великих чисел. Назва цього числа надихнула творців компанії Google.

## Експоненціальний запис
Експоненціальний запис — це спосіб запису дуже великих і дуже маленьких чисел, зручний для уніфікації їх написання. Число, записане в експоненціальному запису, подається у вигляді мантиси і порядку.
Іноді вона має вигляд: 
a × 10n
або більш стисло: 
10n
Це, зазвичай, використовується для позначення степеня числа 10. Де n є позитивним і вказує на кількість нулів після числа, і де n є негативним і вказує на кількість десяткових знаків перед числом.
Наприклад:
- 105 = 100,000[1]
- 10−5 = 0.00001[2]

Позначення aEn використовується в електронних таблицях в базах даних, але не використовується в наукових працях.

## Цікаві факти
- гуголплекс — це 1010100, тобто десять в степені гугол
- світовий ВВП дорівнює $1014
- в головному мозку людини 1015 синапсів